# KJ Simpson
Kenneth "KJ" Simpson Jr. (Los Ángeles, California; 8 de agosto de 2002) es un baloncestista estadounidense de ascendencia mexicana, que pertenece a la plantilla de los Charlotte Hornets de la NBA, con un contrato dual que le permite además jugar con su filial en la G League, los Greensboro Swarm. Con 1,88 metros de estatura, juega en la posición de base.

## Trayectoria deportiva

### Universidad
Jugó dos temporadas con los Buffaloes de la Universidad de Colorado en Boulder, en las que promedió 14,6 puntos, 4,3 rebotes, 3,9 asistencias y 1,3 robos de balón por partido. Fue incuido en el mejor quinteto freshman de la Pac-12 Conference durante su primera temporada, después de promediar 7.4 puntos por partido y también liderar al equipo en asistencias totales y robos.
Como junior fue  incluido en el mejor quinteto de la Pac-12, con un promedio de 19,7 puntos por partido, el máximo del equipo, y un 43 % de aciertos desde la línea de tres puntos esa temporada. El 12 de abril de 2024 se declaró elegible para el draft de la NBA, renunciando al resto de su elegibilidad como universitario.

#### Estadísticas
| Año     | Equipo   | PJ | PT | MPP  | %TC  | %3P  | %TL  | RPP | APP | ROB | TPP | PPP  |
| ------- | -------- | -- | -- | ---- | ---- | ---- | ---- | --- | --- | --- | --- | ---- |
| 2021–22 | Colorado | 32 | 1  | 21.3 | .377 | .254 | .770 | 2.5 | 2.7 | .8  | .1  | 7.4  |
| 2022–23 | Colorado | 29 | 28 | 31.8 | .396 | .276 | .817 | 4.3 | 3.8 | 1.5 | .2  | 15.9 |
| 2023–24 | Colorado | 37 | 37 | 35.1 | .475 | .434 | .876 | 5.8 | 4.9 | 1.6 | .1  | 19.7 |
| Total   | Total    | 98 | 66 | 29.6 | .429 | .347 | .834 | 4.3 | 3.9 | 1.3 | .1  | 14.6 |

### Profesional
El 27 de junio fue elegido en la cuadragésimo segunda posición del Draft de la NBA de 2024 por los Charlotte Hornets, franquicia con la que firmó un contrato dual el 7 de julio.

## Estadísticas de su carrera en la NBA

### Temporada regular
| Año     | Equipo    | PJ | PT | MPP  | %TC  | %3P  | %TL  | RPP | APP | ROB | TPP | PPP |
| ------- | --------- | -- | -- | ---- | ---- | ---- | ---- | --- | --- | --- | --- | --- |
| 2024-25 | Charlotte | 36 | 15 | 23.4 | .346 | .254 | .820 | 3.0 | 3.1 | .9  | .2  | 7.8 |
| Total   | Total     | 36 | 15 | 23.4 | .346 | .254 | .820 | 3.0 | 3.1 | .9  | .2  | 7.8 |